# Hamzevije
Hamzevije su bili derviši hamzevijskog tarikata (derviškog reda) koji je osnovao Hamza Orlović.

## Karakteristike
U derviškoj tradiciji u Bosni i Hercegovini hamzevije su najkontroverzniji derviški red, prilično nejasnog učenja i malo rasvijetljenog podrijetla i trajanja. Prema usmenoj predaji hamzevijama se pridaje epitet političkog pokreta više nego derviškog tarikata. Prema nekima bili s anarhisti anarhisti, dok su prema drugima bili začetnici komunističkog sustava mišljenja na ovim prostorima. Tarikat je nastao kao frakcija bajramijsko-melamijskog tarikata, te da ga je utemeljio Hamza Orlović.
Hamza Orlović je zbog hamzevijskog učenja proglašen heretikom, a njegove pristalice otpadnicima od vjere.

## Vanjske povezice
- Hamzini i Ramizovi sljedbenici